# Åsta Station
Åsta Station (Åsta stasjon) er en tidligere jernbanestation på Rørosbanen, der ligger ved elven Åsta i Åmot kommune i Norge.
Stationen åbnede 23. oktober 1871, da banen blev forlænget fra Grundset til Rena. Oprindeligt hed den Aasta, men den skiftede navn til Åsta i april 1921. Den blev nedgraderet til trinbræt 22. maj 1966. Den almindelige betjening med persontog ophørte 2. juni 1985, men der var fortsat stop for et tog om dagen i hver retning for skoleelever indtil 8. juni 1997.
Stationsbygningen blev opført til åbningen i 1871 efter tegninger af Georg Andreas Bull. Den blev revet ned i 1966. Efterfølgende stod der et læskur i en årrække, men det er også væk nu.
Åsta er kendt for Åsta-ulykken, der fandt sted i nærheden 4. januar 2000. Her kolliderede to persontog, hvorved 19 personer blev dræbt. Der er opsat et mindesmærke ved Riksvei 3.